# NGC 7590
NGC 7590 é uma galáxia espiral (Sbc) localizada na direcção da constelação de Grus. Possui uma declinação de -42° 14' 21" e uma ascensão recta de 23 horas, 18 minutos e 54,6 segundos.
A galáxia NGC 7590 foi descoberta em 14 de Julho de 1826 por James Dunlop.